# Едуард Ласкер (політик)
Едуард Ласкер (нім. Eduard Lasker; 14 жовтня 1829, Яроцин — 5 січня 1884, Нью-Йорк) — німецький юрист і політик. Речник лібералізму та лідер лівого крила Національно-ліберальної партії, яка представляла професіоналів середнього класу та інтелігенцію. Сприяв об'єднанню Німеччини протягом 1860-х років і зіграв важливу роль у кодифікації німецького юридичного кодексу. У 1881 році Ласкер вийшов з Національно-ліберальної партії і допоміг створити нову німецьку партію «Вільна думка».

## Біографія

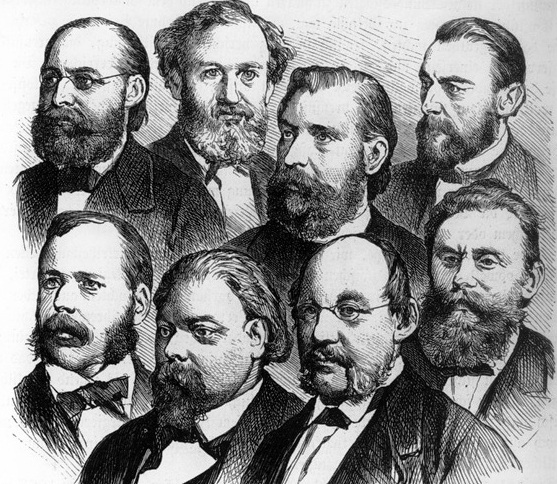
Лідери Націонал-ліберальної партії. Верхній ряд: Вільгельм Вехренфеннинг, Едуард Ласкер, Генріх фон Трейчке, Йоганнес фон Мікель. Нижній ряд: Франц фон Роггенбах, Карл Браун, Рудольф фон Гнейст, Людвіг Бамбергер

Едуард Ласкер народився 14 жовтня 1829 року в Яроцині в єврейській родині. Його батько Данило Ласкер шанований у місті купець і вів життя ортодоксального єврея. У батьківському домі Ласкер навчався єврейській мові, а потім став вивчати загальні предмети, мріючи з часом стати лікарем. Однак по закінченні гімназії Ласкер вирішив вступити не на медичний, а на юридичний факультет Вроцлавського університету.
Під час революції 1848 року вступив добровольцем в студентський Академічний легіон і бився у Відні на барикадах.
По закінченні революції Ласкер служив у берлінському міському суді, а після трирічної відставки (1870—1873) перейшов у прусський адміністративний суд.
У 1861—1864 рр. він надрукував у «Deutsche Jahrbücher» ряд статей, присвячених прусській конституції («Zur Verfassungsgeschichte Preussens», Лейпциг, 1873).
Німецька прогресивна партія виставила його своїм кандидатом на виборах 1865 року в прусський ландтаг, де Ласкер засідав до 1879 року.
У рейхстаг Едуард Ласкер був обраний у 1867 році і залишався в ньому безперервно до самої смерті.
Проте, незабаром він розійшовся з прогресистами і став одним з чільних лідерів нової, націонал-ліберальної партії Німеччини.
У 1880 році Ласкер відокремився від націонал-ліберальної партії і утворив так звану сецесію. Злиття сецесії з прогресистами, до якого прагнув Ласкер, відбулося вже після його смерті.
Едуард Ласкер помер 5 січня 1884 року у Нью-Йорку, похований у столиці Німеччини.